# 車騎二
车骑二（豺狼座ρ，ρ Lup）是豺狼座的一颗恒星，视星等为+4.05，距离地球约316光年。